# Colonna di San Felice
La colonna di Santa Felice è un monumento del centro storico di Firenze, situato in piazza San Felice, zona Oltrarno.

## Storia e descrizione
La colonna fu eretta nell'ambito di un ambizioso programma voluto da Cosimo I de' Medici finalizzato a connotare lo spazio urbano con segni tangibili che simboleggiassero le virtù del Reggente e la gloria della sua famiglia (come anche la colonna della Giustizia di piazza Santa Trinita e l'incompiuto progetto della colonna di San Marco). In particolare questa, con il fusto costituito da un monolito in breccia medicea (16 braccia=9,4 metri) cavato a Seravezza nel 1569 sotto la supervisione di Bartolomeo Ammannati e trasportato in città nel 1571, fu eretta nel 1572, in ricordo della battaglia di Scannagallo (o battaglia di Marciano, combattuta il 2 agosto 1554). 
Nel momento cruciale delle operazioni per posizionare il monolito (di lunghezza di poco inferiore ai dieci metri), questo si spezzò in due, di modo che lo stesso Ammannati dovette intervenire con l'inserimento di perni atti a saldare la rottura. La prevista statua con l'Allegoria della Pace che doveva completare il monumento non fu mai posta in opera, e la colonna rimase a segnare lo spazio essenzialmente come semplice (anche se monumentale) fusto, privo di un basamento adeguato e di un capitello. 
Per quanto riguarda il progetto voluto da Cosimo I si torna a sottolineare lo stretto rapporto tra questo fusto, la colonna di Santa Trinita (che reca la statua allegorica della Giustizia) e una terza colonna destinata a recare la figura della Religione, cavata e trasportata a Firenze sempre per le cure di Bartolomeo Ammannati, destinata a piazza San Marco, irreparabilmente fratturatasi nel momento del suo innalzamento e ora conservata in pezzi nel cortile dell'Accademia. Assieme, le tre colonne evidenziano in modo esplicito gli intenti di Cosimo I, destinate come erano a segnare la città in corrispondenza dei principali spazi del potere e della storia della famiglia, oltre che a traguardare i principali percorsi dei cortei principeschi.

### Rimozione e ricollocamento
La colonna di San Felice fu rimossa da Leopoldo II di Lorena nel 1838 (come ricorda l'iscrizione presente sul fronte della casa posta al numero 3 della piazza) sia per ampliare il passaggio sia perché comunque considerata 'imperfetta'.
| A MEMORIA DELLA PUGNA TRIONFATA A MARCIANO COSIMO I NEL MDLXXII SU QUESTA PIAZZA MARMOREA COLONNA INALZAVA CHE PER MORTE NON POTE' INAUGURARE COLLA STATUA DELLA PACE E LEOPOLDO II NEL MDCCCXXXVIII RIMOSSO L'IMPERFETTO MONUMENTO AL COMODO DEL POPOLO CRESCENTE PROVVEDEVA |

Venne restaurata, reintegrata e ricollocata in opera dal Comune di Firenze nel 1992 (progetto e direzione di lavori dell'architetto Giuseppe Cini). 
L'attuale posizione, che ha dovuto tenere presente le odierne esigenze di viabilità, non corrisponde tuttavia all'originaria, da individuare appunto nello spazio antistante la casa segnata dal civico 3, che la rendeva visibile da piazza Pitti sulla direttrice prospettica di via Guicciardini. 
La lapide posta in quell'occasione alla base recita:
| LA COLONNA ERETTA DA COSIMO I NEL 1572 IN MEMORIA DELLA "PUGNA TRIONFATA A MARCIANO" E RIMOSSA DA LEOPOLDO II NEL 1838 RESTAURATA PER CONTO DELL'ASSESSORATO ALLA CULTURA E BELLE ARTI DEL COMUNE DI FIRENZE RICOLLOCATA IN OPERA NELL'ANNO 1992 ARCH. GIUSEPPE CINI |

## Bibliografia

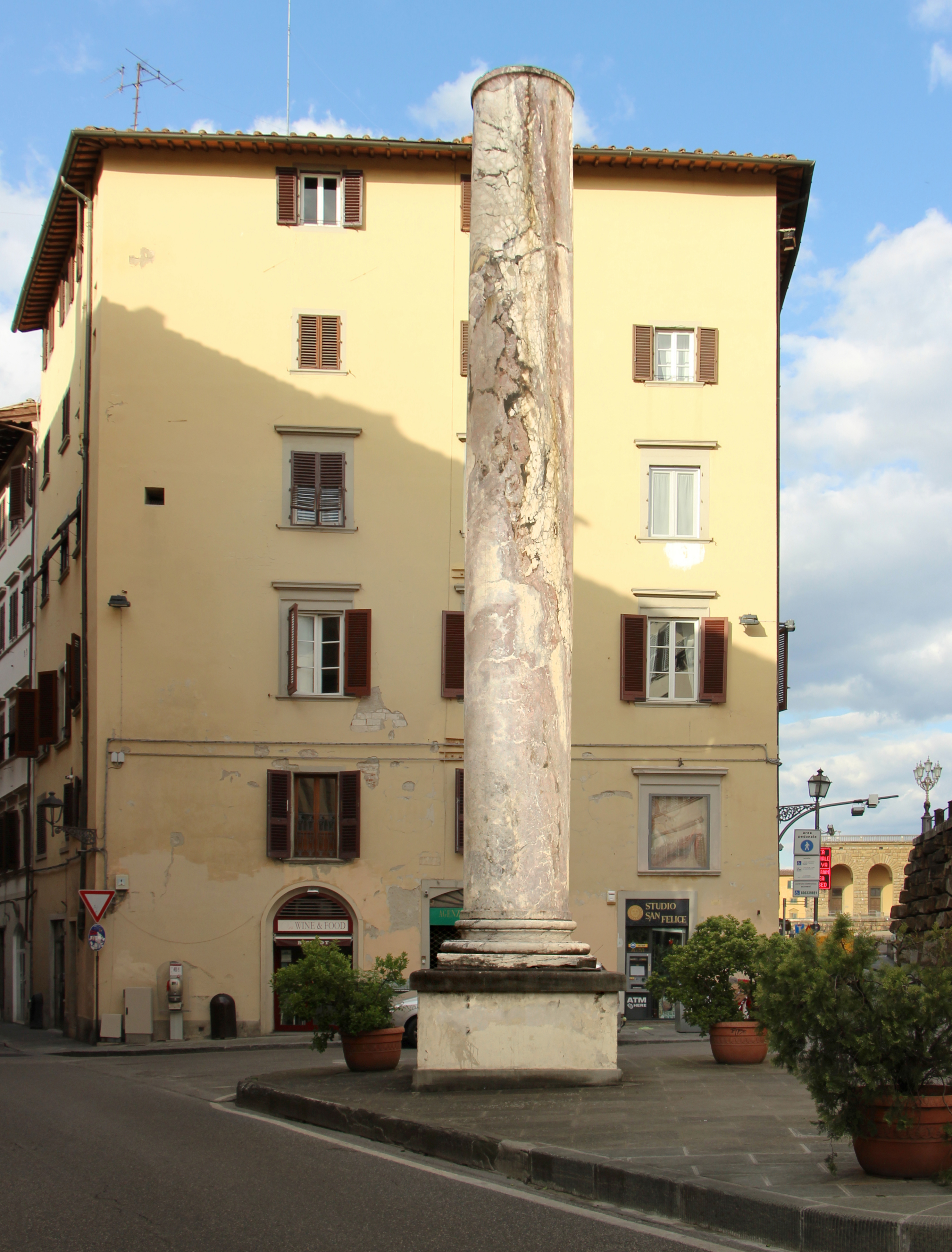
Colonna di San Felice vista da via Romana